# Steven Sewell
Steven James Sewell Acosta (New York, 31 agosto 1956) è un ex cestista portoricano.

## Carriera
Con Porto Rico ha disputato i Campionati del mondo del 1978 e i Campionati americani del 1980.